# Biureetreactie

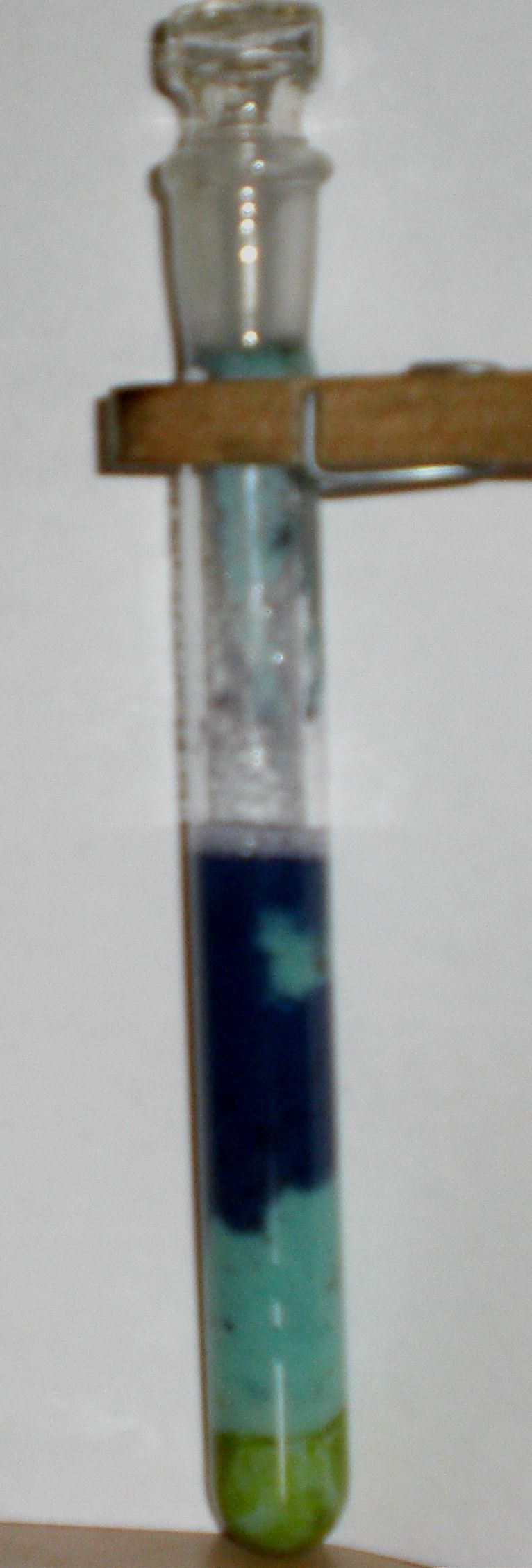
Een biureetreactie in een reageerbuis.

De biuretreactie of biureetreactie is een reactie die wordt gebruikt om het voorkomen van eiwitten aan te tonen.

## De reactie

De structuur van het biureetcomplex

De reactie is gebaseerd op de reactie tussen koper(II)ionen en in eiwitten voorkomende peptidebindingen in een basische oplossing. Bij deze reactie wordt de oplossing paars gekleurd. De kleur van de oplossing geeft een indicatie van de concentratie peptidebindingen. Een lichtroze kleuring betekent dat er weinig peptidebindingen aanwezig zijn, een donkerpaarse kleur dat er veel aanwezig zijn.
De reactie wordt uitgevoerd door een kleine hoeveelheid (ongeveer 1 ml) te onderzoeken oplossing basisch te maken met bijvoorbeeld enkele druppels verdund natronloog. Vervolgens wordt druppelsgewijs een sterk verdunde oplossing koper(II)sulfaat onder goed schudden toegevoegd. Bij een paarskleuring is er sprake van peptidebindingen.
Overigens betekent de aanwezigheid van peptidebindingen niet automatisch het voorkomen van een eiwit, dat moet door aanvullende reacties worden vastgesteld.